# Mallorn
 (mai 2023).
Si vous disposez d'ouvrages ou d'articles de référence ou si vous connaissez des sites web de qualité traitant du thème abordé ici, merci de compléter l'article en donnant les références utiles à sa vérifiabilité et en les liant à la section « Notes et références ».
Le mallorn (pluriel mellyrn) est un arbre inventé par J. R. R. Tolkien dans l'univers de la Terre du Milieu.

## Noms
Mallorn (pl. mellyrn) est un terme sindarin ; l'équivalent quenya est malinornë (pl. malinorni). Les deux signifient « arbre d'or ».

## Description
Le mallorn est décrit comme ressemblant aux hêtres dans la forme de ses branches et feuilles. Son écorce est lisse et de couleur gris argenté, et ses feuilles prennent une couleur dorée à l'automne. Ces feuilles dorées restent sur l'arbre tout l'hiver et tombent au printemps (marcescence), quand les nouvelles feuilles poussent. Celles-ci sont vertes sur le dessus et argentées en dessous. L'arbre donne des fleurs dorées, qui poussent en grappes. Son fruit est une noix à la coquille argentée.

## Histoire
Le mallorn pousse à l'origine sur Tol Eressëa et probablement en Valinor. Au Premier Âge, les Ñoldor ont pu introduire l'arbre à Gondolin, mais tous les arbres ont été détruits avec la cité. Au Second Âge, les Elfes de Tol Eressëa apportent le mallorn aux hommes de Númenor. Ces arbres poussent sur la rive occidentale de l'île, autour de la baie d'Eldanna, et même le roi-charpentier Tar-Aldarion se refuse à les abattre.
Tar-Aldarion offre des noix de mellyrn à son ami Gil-galad, roi du Lindon, mais l'arbre ne prend pas racine dans son pays. Galadriel en emporte quelques noix avec elle en Lothlórien, où ils poussent pour atteindre des hauteurs considérables, quoiqu'inférieures à celles qu'ils pouvaient atteindre sur Númenor. C'est des mellyrn que vient le surnom de « Bois Doré » donné à la Lórien.
Caras Galadhon, la ville de Lórien où demeurent Galadriel et Celeborn, est construite dans les branches des énormes mellyrn. À la fin du Troisième Âge, les membres de la Communauté de l'Anneau passent la nuit dans une plate-forme sur un mallorn, et le lembas qu'ils reçoivent est enveloppé dans des feuilles de l'arbre.
Galadriel offre à Samsagace Gamegie une boîte de terre contenant une noix argentée de mallorn. Après la guerre de l'Anneau, Sam plante la noix dans la Comté, dans le Champ de la Fête où s'était déroulée la fête d'anniversaire de Bilbon, pour remplacer l'Arbre abattu par les brigands. Le mallorn qui y pousse est le seul de la Terre du Milieu hors de la Lórien. Quand l'arbre fleurit l'an d'après, toute la Comté devient dorée grâce aux fleurs.